# جان لیدیایی
جان لیدیایی یا جان لیدوس ( یونانی: Ἰωάννης Λαυρέντιος ὁ Λυδός  ; لاتین: Ioannes Laurentius Lydus   ) (حدود ۴۹۰ پس از میلاد - حدود ۵۶۵) مدیر و نویسنده بیزانسی در موضوعات باستانی بود.

## زندگی و حرفه
او در سال ۴۹۰ پس از میلاد در فیلادلفیا در لیدیه متولد شد، از آنجا که نام او لیدوس است. در سنین پایین به دنبال ثروت خود در قسطنطنیه شد و در دادگاه عالی و مناصب ایالتی در ناحیه پراتوری شرق تحت رهبری آناستاسیوس و ژوستینین یکم مشغول به کار شد. در حدود سال ۵۴۳، لیدوس به سمت کرسی زبان و ادبیات لاتین در مؤسسه آموزش عالی قسطنطنیه منصوب شد. در سال ۵۵۲ لطف ژوستینیانوس را از دست داد و از کار برکنار شد. تاریخ مرگ او مشخص نیست، اما او احتمالاً در سال‌های اولیه ژوستین دوم (حکومت ۵۶۵–۵۷۸) زنده بوده است.

## کار ادبی
در دوران بازنشستگی خود به جمع‌آوری آثاری در مورد آثار باستانی روم پرداخت که سه مورد از آنها حفظ شده است:
- De Ostentis (Gr. Περὶ Διοσημείων ) درباره پیدایش و پیشرفت هنر پیشگویی
- De Magistratibus reipublicae Romanae (Gr. Περὶ ἀρχῶν τῆς Ῥωμαίων πολιτείας ) به ویژه برای جزئیات اداری زمان ژوستینیان ارزشمند است. این اثر اکنون توسط مایکل ماس به سال ۵۵۰ برمی‌گردد. [۱]
- De Mensibus (Gr. Περὶ τῶν μηνῶν ) تاریخچه ای از جشن‌های بت‌پرستی در مختلف سال.

ارزش اصلی این کتاب‌ها در این واقعیت است که نویسنده از آثار (اکنون از دست رفته) نویسندگان قدیمی رومی در موضوعات مشابه استفاده کرده است. لیدوس همچنین از سوی ژوستینین مأمور شد تا دربارۀ امپراطور، و تاریخ لشکرکشی او علیه ایران ساسانی را بنویسد. اما اینها و همچنین برخی از ترکیبات شعری از بین رفته است.
او به بیماری های زنان و جنین شناسی علاقه مند بود و چندین قطعه مرتبط را با ارجاع به نویسندگان قبلی خود در «De Mensibus» گنجاند. منابع او عمدتاً یونانی و دو تای آنها لاتین هستند. 

## یادداشت
1. ↑  Michael Maas, John Lydus and the Roman Past (London-New York, 1992).
2. ↑  Raf Pret, JOHN LYDUS, HELVIUS VINDICIANUS, AND THE CIRCULATION OF LATIN GYNAECOLOGICAL TEXTS IN SIXTH-CENTURY CONSTANTINOPLE, in After Constanine, 1 (May 2021), Orthodox Acadeymy of Crete, p. 37.